# Boloria silene
Boloria silene är en fjärilsart som beskrevs av Adrian Hardy Haworth 1803. Boloria silene ingår i släktet Boloria och familjen praktfjärilar. Inga underarter finns listade i Catalogue of Life.